# Rampa da Falperra

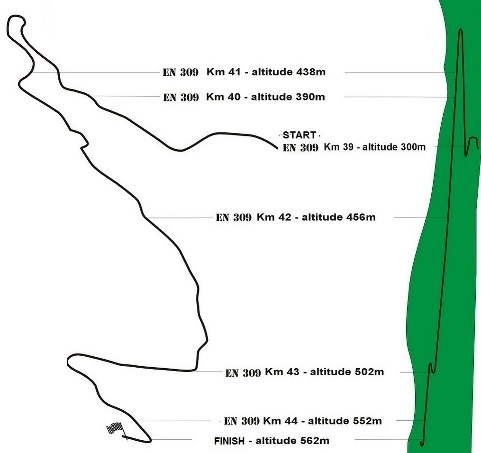
Percurso da Prova

A Rampa da Falperra é um prova desportiva automóvel organizada pelo CAM (Clube Automóvel do Minho) e que decorre em Braga, Portugal. O traçado possui 5,2 quilómetros de extensão e sobe 262 metros, desde o início ao quilómetro 39 da EN309 até ao seu final já na base do Santuário do Sameiro. O nome da rampa é oriundo da zona circundante (Falperra). A prova faz parte do calendário do Campeonato Europeu de Montanha da FIA e conta ainda para os Campeonatos Nacionais de Montanha de Portugal e Espanha. Teve a sua primeira edição em 1927. É a prova de montanha mais popular em Portugal, marcada por uma autêntica romaria de 200 mil pessoas (em média) durante o fim de semana da prova, incluindo muitos espanhóis, entre outras nacionalidades. A edição é, hoje em dia, contestada por vários tipos de carros, sendo a lista composta por sensivelmente 180 pilotos em cada edição.

## História
A prova realizou-se a espaços entre 1927 e 1960 (5 edições). Em 1976, a prova passou a ser organizada pelo Clube Automóvel do Minho, já com os 5.200 m de percurso como são hoje conhecidos.
Entre 2002 e 2009 a prova não se realizou devido à falta de entendimento da autoridades locais para a realização das melhorias de segurança exigíveis, mas regressou novamente em 2010 devido ao esforços do Clube Automóvel do Minho e das Autoridades locais. A prova integra o Campeonato Europeu FIA de Montanha bem como para o Campeonato Português de Montanha.
A prova de 2013 esteve novamente para não se realizar, mas devidos aos esforços dos aficionados que promoveram abaixo assinados e manifestações, a autarquia de Braga realizou os novos melhoramentos entretanto necessários para que a prova se voltasse a realizar ainda nesse ano.
O atual recorde foi estabelecido em 2019 pelo italiano Christian Merli ao volante de um Osella FA30, obtendo o tempo de 1:46:944, batendo o anterior recorde de 1:47.890 (também establecido por Christian Merli, em 2018 e no mesmo Osella FA30) por 0,946s.
Em 2020, a Rampa da Falperra foi escolhida pela FIA para acolher a 4ª edição do FIA Hill Climb Masters. Devido à pandemia de COVID-19, esse evento acabou por se realizar apenas em 2021. A edição de 2021 utilizou apenas 2970m dos 5200m do traçado tradicional da rampa.

## Palmarés
Devido ao hiato para as 2 primeiras edições, a edição de 1950 foi nomeada de 1ª Edição, seguindo-se a numeração a partir desta.
Em 1976 o CAM candidatou a prova ao calendário internacional da FIA, recebendo aprovação em 1978. Desde essa data todas as provas integraram campeonatos da FIA, com excepção da 1ª corrida de 1984 (nesse ano foram realizadas duas provas, a primeira em Maio a contar para o Campeonato Nacional e a segunda a contar para o Campeonato Europeu).
| Edição                                 | Org.                     | Ano  | Piloto                    | Carro                 | Tempo     | Subida Oficial 1 | Subida Oficial 2 | Subida Oficial 3 | Ref.                 |
| -------------------------------------- | ------------------------ | ---- | ------------------------- | --------------------- | --------- | ---------------- | ---------------- | ---------------- | -------------------- |
| 1ª Rampa                               | Comissão Braga           | 1927 | Alfredo Marinho Júnior    |                       |           |                  |                  |                  | [ 4 ]                |
| 2ª Rampa                               | ACP                      | 1931 | Alfredo Marinho Júnior    |                       |           |                  |                  |                  | [ 4 ]                |
| 1ª Rampa                               | ACP                      | 1950 | José Cabral               | Allard                |           |                  |                  |                  | [ 4 ]                |
| 2ª Rampa                               | ACP                      | 1951 | Conde de Monte Real       | Ford                  |           |                  |                  |                  | [ 4 ]                |
| 3ª Rampa                               | Estrela e Vigorosa Sport | 1960 | José Lampreia             | Triumph               |           |                  |                  |                  | [ 4 ]                |
| Organização do Cube Automóvel do Minho |                          |      |                           |                       |           |                  |                  |                  |                      |
| 4ª Rampa                               | CAM                      | 1976 | Clemente Ribeiro da Silva | Opel                  | 2:34.25   |                  |                  |                  | [ 4 ]                |
| 5ª Rampa                               | CAM                      | 1977 | Mário Silva               | Ford                  | 2:31.74   |                  |                  |                  | [ 4 ]                |
| 6ª Rampa                               | CAM                      | 1978 | António Barros            | Opel                  | 2:32.89   |                  |                  |                  | [ 4 ]                |
| 7ª Rampa                               | CAM                      | 1979 | Alberto González          | SEAT                  | 2:21.55   |                  |                  |                  | [ 4 ]                |
| 8ª Rampa                               | CAM                      | 1980 | António Barros            | Porsche               | 2:18.81   |                  |                  |                  | [ 4 ]                |
| 9ª Rampa                               | CAM                      | 1981 | Joaquim Moutinho          | Porsche               | 2:17.68   |                  |                  |                  | [ 4 ]                |
| 10ª Rampa                              | CAM                      | 1982 | Alberto González          | SEAT                  | 2:21.68   |                  |                  |                  | [ 4 ]                |
| 11ª Rampa                              | CAM                      | 1983 | Alberto González          | SEAT                  | 2:17.66   |                  |                  |                  | [ 4 ]                |
| 12ª Rampa                              | CAM                      | 1984 | Mário Silva               | BMW M1                | 2:16.16   |                  |                  |                  | [ 4 ]                |
| 13ª Rampa                              | CAM                      | 1984 | António Rodrigues         | Lancia 037            | 2:16.73   |                  |                  |                  | [ 4 ]                |
| 14ª Rampa                              | CAM                      | 1985 | Mauro Nesti               | Osella PA9 BMW        | 4:10.7191 | [ 6 ]            |                  |                  |                      |
| 15ª Rampa                              | CAM                      | 1986 | Mauro Nesti               | Osella PA9 BMW        | 4:10.8041 | [ 7 ]            |                  |                  |                      |
| 16ª Rampa                              | CAM                      | 1987 | Mauro Nesti               | Osella PA9 BMW        | 4:09.2771 | [ 8 ]            |                  |                  |                      |
| 17ª Rampa                              | CAM                      | 1988 | Mauro Nesti               | Osella PA9 BMW        | 4:07.4221 | [ 9 ]            |                  |                  |                      |
| 18ª Rampa                              | CAM                      | 1989 | Andrés Vilariño           | Lola T298 BMW         | 4:07.3231 | [ 10 ]           |                  |                  |                      |
| 19ª Rampa                              | CAM                      | 1990 | Andrés Vilariño           | Lola T298 BMW         | 4:34.9471 | [ 11 ]           |                  |                  |                      |
| 20ª Rampa                              | CAM                      | 1991 | Andrés Vilariño           | Lola T298 BMW         | 4:02.3361 | [ 12 ]           |                  |                  |                      |
| 21ª Rampa                              | CAM                      | 1992 | Andrés Vilariño           | Lola T298 BMW         | 4:01.2051 | [ 13 ]           |                  |                  |                      |
| 22ª Rampa                              | CAM                      | 1993 | Rüdiger Faustmann         | Faust P91/1 BMW       | 4:00.0141 | [ 14 ]           |                  |                  |                      |
| 23ª Rampa                              | CAM                      | 1994 | Francisco Egozkue         | Osella PA9 BMW        | 4:30.6941 | [ 15 ]           |                  |                  |                      |
| 24ª Rampa                              | CAM                      | 1995 | Rüdiger Faustmann         | Faust P94 BMW         | 3:56.0241 | [ 16 ]           |                  |                  |                      |
| 25ª Rampa                              | CAM                      | 1996 | Fabio Danti               | Osella PA20/S BMW     | 4:57.5431 | [ 17 ]           |                  |                  |                      |
| 26ª Rampa                              | CAM                      | 1997 | Rüdiger Faustmann         | Faust P94 Opel        | 4:21.3121 | 2:13.906         | 2:07.406         | —2               | [ 18 ] [ 19 ]        |
| 27ª Rampa                              | CAM                      | 1998 | Pasquale Irlando          | Osella PA20/S         | 4:01.1041 | 2:00.712         | 2:00.392         | —2               | [ 20 ] [ 21 ]        |
| 28ª Rampa                              | CAM                      | 1999 | Franz Tschager            | Lucchini P1-98M BMW   | 4:40.5851 | 2:22.536         | 2:18.049         | —2               | [ 22 ] [ 23 ]        |
| 29ª Rampa                              | CAM                      | 2000 | Franz Tschager            | Osella PA20/S BMW     | 3:55.3881 | 1:59.207         | 1:56.181         | —2               | [ 24 ] [ 25 ]        |
| 30ª Rampa                              | CAM                      | 2001 | Franz Tschager            | Osella PA20/S BMW     | 4:07.0601 | 2:02.736         | 2:04.324         | —2               | [ 26 ] [ 27 ]        |
| 2002–2009: Prova não realizada         |                          |      |                           |                       |           |                  |                  |                  |                      |
| 31ª Rampa                              | CAM                      | 2010 | Andrés Vilariño           | Norma M20             | 4:12.0641 | 2:05.906         | 2:06.303         | 2:06.158         | [ 28 ] [ 29 ]        |
| 32ª Rampa                              | CAM                      | 2011 | Fausto Bormolini          | Reynard K02           | 3:57.4911 | 2:02.208         | 1:57.754         | 1:59.737         | [ 30 ] [ 31 ] [ 32 ] |
| 33ª Rampa                              | CAM                      | 2012 | Simone Faggioli           | Osella FA30           | 3:51.7871 | 1:56.900         | 1:58.630         | 1:54.887         | [ 33 ] [ 34 ] [ 35 ] |
| 34ª Rampa                              | CAM                      | 2013 | Simone Faggioli           | Osella FA30           | 3:44.0891 | 1:52.724         | 1:54.431         | 1:51.365         | [ 36 ] [ 37 ] [ 38 ] |
| 35ª Rampa                              | CAM                      | 2014 | Simone Faggioli           | Norma M20 FC          | 3:41.8771 | —3               | 1:50.386         | 1:51.491         | [ 39 ] [ 40 ] [ 41 ] |
| 36ª Rampa                              | CAM                      | 2015 | Simone Faggioli           | Norma M20 FC          | 3:40.6531 | 1:51.289         | 1:49.364         | 1:54.178         | [ 42 ] [ 43 ] [ 44 ] |
| 37ª Rampa4                             | CAM                      | 2016 | Pedro Salvador            | Norma M20 FC          | 4:38.1531 | 2:32.547         | 2:16.892         | 2:21.261         | [ 45 ] [ 46 ] [ 47 ] |
| 38ª Rampa                              | CAM                      | 2017 | Simone Faggioli           | Norma M20 FC          | 3:37.7851 | 1:48.686         | 1:49.099         | —2               | [ 48 ] [ 49 ] [ 50 ] |
| 39ª Rampa                              | CAM                      | 2018 | Simone Faggioli           | Norma M20 FC          | 3:38.2191 | 1:49.048         | 1:49.171         | —2               | [ 51 ] [ 52 ] [ 53 ] |
| 40ª Rampa                              | CAM                      | 2019 | Christian Merli           | Osella FA30 Zytek LRM | 3:35.0131 | 1:46.944         | 1:48.069         | —5               | [ 54 ] [ 55 ] [ 56 ] |
| FIA Hill Climb Masters                 | CAM                      | 2021 | Christian Merli           | Osella FA30 Zytek     | 1:02.0336 | 1:02.955         | 1:02.033         | 1:02.702         | [ 57 ]               |
| 41ª Rampa                              | CAM                      | 2022 | Christian Merli           | Osella FA30 Judd LRM  | 3:34.5051 | 1:48.842         | 1:47.429         | 1:47.076         | [ 58 ] [ 59 ] [ 60 ] |
| 42ª Rampa                              | CAM                      | 2023 | Christian Merli           | Osella FA30 Judd LRM  | 3:37.8481 | 1:48.647         | 2:10.124         | 1:49.201         | [ 61 ] [ 62 ] [ 63 ] |
| 43ª Rampa                              | CAM                      | 2024 | Christian Merli           | Osella FA30 Judd LRM  | 3:39.8661 | 1:52.073         | 1:50.022         | 1:49.844         | [ 64 ] [ 65 ] [ 66 ] |
| 44ª Rampa                              | CAM                      | 2025 | Christian Merli           | Nova Proto NP01       | 4:07.1161 | 2:04.622         | 2:02.494         | —2               | [ 67 ] [ 68 ] [ 69 ] |

- ↑1  — Somatório do tempo das 2 melhores subidas oficiais de prova.

- ↑2  — Edição com apenas 2 subidas oficiais de prova.

- ↑3  — Na edição de 2014, os pilotos do Campeonato Europeu não realizaram a 1ª subida oficial de prova devido à falta de visibilidade.[70]

- ↑4  — Na edição de 2016, os principais pilotos do Campeonato Europeu (protótipos) resolveram desistir devido à pluviosidade.[71]

- ↑5  — Na edição de 2019, os últimos pilotos do Campeonato Europeu a partir, nos quais se incluíam Christian Merli, não realizaram a 3ª subida oficial de prova devido a um acidente de Sébastien Petit, que levou ao término da mesma.[72]

- ↑6  — A edição de 2021 recebeu a 4ª edição do FIA Hill Climb Masters e o traçado da rampa foi encurtado para 2970 m.[73]

### Vencedores

#### Pilotos
| Pos. | Piloto                    | Vitórias | Anos                               |
| ---- | ------------------------- | -------- | ---------------------------------- |
| 1.   | Simone Faggioli           | 6        | 2012, 2013, 2014, 2015, 2017, 2018 |
| 1.   | Christian Merli           | 6        | 2019, 2021, 2022, 2023, 2024, 2025 |
| 3.   | Andrés Vilariño           | 5        | 1989, 1990, 1991, 1992, 2010       |
| 4.   | Mauro Nesti               | 4        | 1985, 1986, 1987, 1988             |
| 5.   | Alberto González          | 3        | 1979, 1982, 1983                   |
| 5.   | Rüdiger Faustmann         | 3        | 1993, 1995, 1997                   |
| 5.   | Franz Tschager            | 3        | 1999, 2000, 2001                   |
| 8.   | Alfredo Marinho Júnior    | 2        | 1927, 1931                         |
| 8.   | António Barros            | 2        | 1978, 1980                         |
| 8.   | Mário Silva               | 2        | 1977, 1984                         |
| 11.  | José Cabral               | 1        | 1950                               |
| 11.  | Conde de Monte Real       | 1        | 1951                               |
| 11.  | José Lampreia             | 1        | 1960                               |
| 11.  | Clemente Ribeiro da Silva | 1        | 1976                               |
| 11.  | Joaquim Moutinho          | 1        | 1981                               |
| 11.  | António Rodrigues         | 1        | 1984                               |
| 11.  | Francisco Egozkue         | 1        | 1994                               |
| 11.  | Fabio Danti               | 1        | 1996                               |
| 11.  | Pasquale Irlando          | 1        | 1998                               |
| 11.  | Fausto Bormolini          | 1        | 2011                               |
| 11.  | Pedro Salvador            | 1        | 2016                               |

#### Construtores
| Pos. | Construtor       | Vitórias | Anos                                                                                           |
| ---- | ---------------- | -------- | ---------------------------------------------------------------------------------------------- |
| 1.   | Osella           | 16       | 1985, 1986, 1987, 1988, 1994, 1996, 1998, 2000, 2001, 2012, 2013, 2019, 2021, 2022, 2023, 2024 |
| 2.   | Norma/Nova Proto | 7        | 2010, 2014, 2015, 2016, 2017, 2018, 2025                                                       |
| 3.   | Lola             | 4        | 1989, 1990, 1991, 1992                                                                         |
| 4.   | SEAT             | 3        | 1979, 1982, 1983                                                                               |
| 4.   | Faust            | 3        | 1993, 1995, 1997                                                                               |
| 6.   | Ford             | 2        | 1951, 1977                                                                                     |
| 6.   | Opel             | 2        | 1976, 1978                                                                                     |
| 6.   | Porsche          | 2        | 1980, 1981                                                                                     |
| 9.   | Allard           | 1        | 1950                                                                                           |
| 9.   | Triumph          | 1        | 1960                                                                                           |
| 9.   | BMW              | 1        | 1984                                                                                           |
| 9.   | Lancia           | 1        | 1984                                                                                           |
| 9.   | Lucchini         | 1        | 1999                                                                                           |
| 9.   | Reynard          | 1        | 2011                                                                                           |

## Tempos de Referência

### Top 10 de pilotos mais rápidos

#### Absoluto
| Pos. | Piloto                   | Carro                 | Tempo    | Média       | Subida    | Data       | Notas                                |
| ---- | ------------------------ | --------------------- | -------- | ----------- | --------- | ---------- | ------------------------------------ |
| 1.   | Christian Merli          | Osella FA30 Zytek LRM | 1:46.944 | 175.04 km/h | Oficial 1 | 12.05.2019 | Atual Recorde Absoluto do Traçado    |
| 2.   | Simone Faggioli          | Norma M20 FC          | 1:48.686 | 172.24 km/h | Oficial 1 | 07.05.2017 | Anterior Recorde Absoluto do Traçado |
| 3.   | Petr Trnka               | Norma M20 FC          | 1:49.462 | 171.02 km/h | Oficial 3 | 21.05.2023 |                                      |
| 4.   | Joseba Iraola Lanzagorta | Nova Proto NP01       | 1:50.297 | 169.72 km/h | Oficial 3 | 21.05.2023 |                                      |
| 5.   | Geoffrey Schatz          | Nova Proto NP01       | 1:50.836 | 168.90 km/h | Oficial 1 | 19.05.2024 |                                      |
| 6.   | Kevin Petit              | Nova Proto NP01       | 1:51.144 | 168.43 km/h | Treinos 2 | 10.05.2025 |                                      |
| 7.   | Alexander Hin            | Osella FA30           | 1:51.267 | 168.24 km/h | Oficial 3 | 08.05.2022 |                                      |
| 8.   | Christoph Lampert        | Osella FA30           | 1:51.646 | 167.67 km/h | Oficial 1 | 12.05.2019 |                                      |
| 9.   | Corentin Starck          | Nova Proto NP01       | 1:51.844 | 167.38 km/h | Oficial 2 | 21.05.2023 |                                      |
| 10.  | Sébastien Petit          | Norma M20 FC          | 1:51.902 | 167.29 km/h | Oficial 2 | 07.05.2017 |                                      |

#### Carroçados
| Pos. | Piloto             | Carro                        | Tempo    | Média       | Subida    | Data       | Notas                                     |
| ---- | ------------------ | ---------------------------- | -------- | ----------- | --------- | ---------- | ----------------------------------------- |
| 1.   | Reto Meisel        | Mercedes SLK 340             | 2:04.715 | 150.10 km/h | Oficial 3 | 12.05.2019 | Atual Recorde do Traçado em Carroçados    |
| 2.   | Georg Plasa        | BMW 134 Judd V8              | 2:05.690 | 148.94 km/h | Oficial 2 | 22.05.2011 | Anterior Recorde do Traçado em Carroçados |
| 3.   | José López-Fombona | Audi A4 DTM                  | 2:05.929 | 148.66 km/h | Oficial 1 | 16.05.2015 |                                           |
| 4.   | Karl Schagerl      | Volkswagen Golf Rallye       | 2:06.445 | 148.05 km/h | Oficial 3 | 08.05.2022 |                                           |
| 5.   | Ronnie Bratschi    | Mitsubishi Lancer Evo VII RS | 2:06.469 | 148.02 km/h | Oficial 3 | 21.05.2023 |                                           |
| 6.   | Vladimir Vitver    | Audi TT-R DTM                | 2:06.602 | 147.86 km/h | Oficial 2 | 12.05.2019 |                                           |
| 7.   | Nicolas Werver     | Porsche 997 GT3-R            | 2:07.939 | 146.32 km/h | Oficial 3 | 21.05.2023 |                                           |
| 8.   | Karol Krupa        | Škoda Fabia CT               | 2:07.971 | 146.28 km/h | Oficial 2 | 21.05.2023 |                                           |
| 9.   | Carlos Vieira      | Porsche 991 GT3 Cup          | 2:09.139 | 144.96 km/h | Oficial 2 | 21.05.2023 |                                           |
| 10.  | Patrick Cunha      | Lamborghini Gallardo GT3 FL2 | 2:09.864 | 144.15 km/h | Oficial 3 | 17.05.2015 |                                           |

### Top 10 de tempos mais rápidos

#### Absoluto
| Pos. | Piloto          | Carro                 | Tempo    | Média       | Subida    | Data       | Notas                                |
| ---- | --------------- | --------------------- | -------- | ----------- | --------- | ---------- | ------------------------------------ |
| 1.   | Christian Merli | Osella FA30 Zytek LRM | 1:46.944 | 175.04 km/h | Oficial 1 | 12.05.2019 | Atual Recorde Absoluto do Traçado    |
| 2.   | Christian Merli | Osella FA30 Judd LRM  | 1:47.076 | 174.83 km/h | Oficial 3 | 08.05.2022 |                                      |
| 3.   | Christian Merli | Osella FA30 Judd LRM  | 1:47.429 | 174.25 km/h | Oficial 2 | 08.05.2022 |                                      |
| 4.   | Christian Merli | Osella FA30           | 1:47.890 | 173.51 km/h | Oficial 2 | 13.05.2018 | Anterior Recorde Absoluto do Traçado |
| 5.   | Christian Merli | Osella FA30 Zytek LRM | 1:48.069 | 173.22 km/h | Oficial 2 | 12.05.2019 |                                      |
| 6.   | Christian Merli | Osella FA30 Judd LRM  | 1:48.647 | 172.30 km/h | Oficial 1 | 21.05.2023 |                                      |
| 7.   | Simone Faggioli | Norma M20 FC          | 1:48.686 | 172.24 km/h | Oficial 1 | 07.05.2017 | Anterior Recorde Absoluto do Traçado |
| 8.   | Christian Merli | Osella FA30 Judd LRM  | 1:48.842 | 171.99 km/h | Oficial 1 | 08.05.2022 |                                      |
| 9.   | Simone Faggioli | Norma M20 FC          | 1:48.984 | 171.77 km/h | Oficial 1 | 12.05.2019 |                                      |
| 10.  | Simone Faggioli | Norma M20 FC          | 1:49.048 | 171.67 km/h | Oficial 1 | 13.05.2018 |                                      |

#### Carroçados
| Pos. | Piloto             | Carro                        | Tempo    | Média       | Subida    | Data       | Notas                                     |
| ---- | ------------------ | ---------------------------- | -------- | ----------- | --------- | ---------- | ----------------------------------------- |
| 1.   | Reto Meisel        | Mercedes SLK 340             | 2:04.715 | 150.10 km/h | Oficial 3 | 12.05.2019 | Atual Recorde do Traçado em Carroçados    |
| 2.   | Reto Meisel        | Mercedes SLK 340             | 2:05.435 | 149.24 km/h | Oficial 2 | 12.05.2019 | Anterior Recorde do Traçado em Carroçados |
| 3.   | Georg Plasa        | BMW 134 Judd V8              | 2:05.690 | 148.94 km/h | Oficial 2 | 22.05.2011 | Anterior Recorde do Traçado em Carroçados |
| 4.   | José López-Fombona | Audi A4 DTM                  | 2:05.929 | 148.66 km/h | Oficial 1 | 16.05.2015 |                                           |
| 5.   | Georg Plasa        | BMW 134 Judd V8              | 2:06.310 | 148.21 km/h | Oficial 3 | 22.05.2011 |                                           |
| 6.   | José López-Fombona | Audi A4 DTM                  | 2:06.423 | 148.07 km/h | Oficial 3 | 17.05.2015 |                                           |
| 7.   | Karl Schagerl      | Volkswagen Golf Rallye       | 2:06.445 | 148.05 km/h | Oficial 3 | 08.05.2022 |                                           |
| 8.   | Ronnie Bratschi    | Mitsubishi Lancer Evo VII RS | 2:06.469 | 148.02 km/h | Oficial 3 | 21.05.2023 |                                           |
| 9.   | José López-Fombona | Audi A4 DTM                  | 2:06.587 | 147.88 km/h | Oficial 2 | 17.05.2015 |                                           |
| 10.  | Vladimir Vitver    | Audi TT-R DTM                | 2:06.602 | 147.86 km/h | Oficial 2 | 12.05.2019 |                                           |

### Progressão do recorde do traçado

#### Absoluto (2000–presente)
| # | Piloto          | Carro                 | Tempo    | Média       | Subida    | Data       |
| - | --------------- | --------------------- | -------- | ----------- | --------- | ---------- |
| 1 | Franz Tschager  | Osella PA20/S BMW     | 1:56.181 | 161.13 km/h | Oficial 2 | 21.05.2000 |
| 2 | Simone Faggioli | Osella FA30           | 1:54.887 | 162.94 km/h | Oficial 3 | 20.05.2012 |
| 3 | Simone Faggioli | Osella FA30           | 1:52.724 | 166.07 km/h | Oficial 1 | 11.05.2013 |
| 4 | Simone Faggioli | Osella FA30           | 1:51.365 | 168.10 km/h | Oficial 3 | 12.05.2013 |
| 5 | Simone Faggioli | Norma M20 FC          | 1:50.386 | 169.59 km/h | Oficial 2 | 11.05.2014 |
| 6 | Simone Faggioli | Norma M20 FC          | 1:49.364 | 171.17 km/h | Oficial 2 | 17.05.2015 |
| 7 | Simone Faggioli | Norma M20 FC          | 1:48.686 | 172.24 km/h | Oficial 1 | 07.05.2017 |
| 8 | Christian Merli | Osella FA30           | 1:47.890 | 173.51 km/h | Oficial 2 | 13.05.2018 |
| 9 | Christian Merli | Osella FA30 Zytek LRM | 1:46.944 | 175.04 km/h | Oficial 1 | 12.05.2019 |

Nota: Recordes estabelecidos, desde 2000, na configuração atual do traçado (1 única chicane, inicialmente conhecida como "Chicane das Taipas" e, em 2019, nomeada como "Chicane Paulo Ramalho", introduzida na zona da anterior "Reta das Taipas").

## Ligações Externas
- Clube Automóvel do Minho
- Nao ao fim da Rampa da Falperra
- Site Oficial Rampa da Falperra